# سو برد
سو برد (به انگلیسی: Sue Bird) بازیکن بسکتبال زن اهل ایالات متحده آمریکا است. وی در بین سال‌های ‎۲۰۰۴ تا ۲۰۲۰ میلادی در مسابقات بازی‌های المپیک تابستانی در مجموع ۵ مدال طلا را کسب کرد. سو برد همجنس‌گرایی خود را علنی کرده و شریک زندگی فوتبالیست آمریکایی مگان رپینو است.